# زیرکن (مشهد)
زیرکن (مشهد)، روستایی از توابع بخش مرکزی شهرستان مشهد در استان خراسان رضوی ایران است.نزدیکترین مکان به شهر مشهد

## جمعیت
این روستا در دهستان تبادکان قرار دارد و بر اساس سرشماری مرکز آمار ایران در سال ۱۳۸۵، جمعیت آن ۵۳۰ نفر (۱۳۶خانوار) بوده‌است.